# 红松
红松（学名：Pinus koraiensis）为松科松属的植物，其果實在中醫和藥膳中極為常見，名曰“海松子”。

## 别名
海松（本草纲目），果松、韩松（东北），红果松（吉林），朝鲜松（中国裸子植物志）

## 形态
常绿乔木，高可达40米；小枝有绒毛；叶子粗而硬，5针一束；卵状圆锥形球果，种鳞先端向外反曲；种子大而无翅。

## 分布
分布在日本、朝鲜、臺灣、俄罗斯以及中華人民共和國的吉林山区及小兴安岭、东北长白山区等地，生长于海拔150米至1,800米的地区，常生于林中和向阳地，目前已由人工引种栽培。

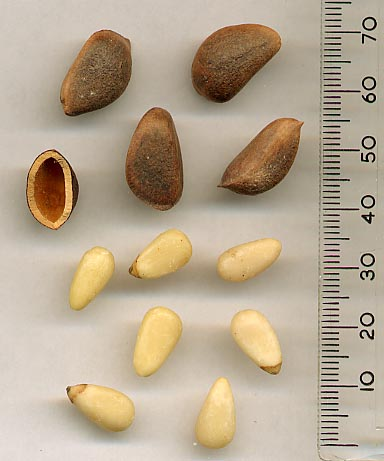
松果

## 用途
红松木材轻软、细致、纹理直、耐酸性强，为优良用材；树皮可以提取栲胶；树干可以采集松脂；种子（松子）可供食用，又可榨油。红松为造林树种，又为观赏树。雄蕊所產生的乾燥花粉，松花粉。